# Омладински савјет Републике Српске
Омладински савјет Републике Српске (скраћено ОСРС) је кровна омладинска организација чија је улога дефинисана Законом о омладинском организовању, а који је Народна скупштина Републике Српске усвојила 2004. године. Представља младе и њихове проблеме јавности, промовише вредности омладинског сектора и омладинског активизма. Равноправни је партнер институцијама Републике Српске у решавању проблема младих и побољшању положаја младих у Републици Српској.

## Историја
Омладински савјет Републике Српске је основан 2002. године као кровна омладинска организација која у свом чланству окупља локалне и републичке омладинске организације са циљем представљања и заступања интереса младих пред институцијама Републике Српске, у међународној сарадњи. Свој статус самосталног правног лица је стекао уписом у Регистар удружења код Основног суда у Бања Луци 23. септембра на основу Закона о удружењима и фондацијама Републике Српске, док је статус кровне омладинске организације стекао уписом у Регистар омладинских организација и других облика омладинског организовања у Републици Српској код тада надлежног Републичког секретаријата за спорт и омладину 18. јула 2005. године. Омладински савјет Републике Српске добија статус удружења од јавног интереса одлуком Владе Републике Српске, 1. јануара 2011. године, на основу територијалног, културалног и дуговременог деловања са циљем задовољавања потреба становништва у хуманитарној области. Мисија Омладинског савјета Републике Српске је опште добро, отворен рад по принципу „сви за једног, један за све”, аутономија и одговорност у заједничком раду, јачањем капацитета омладине и омладинских организација, отворено исказивање става и стално учење.
Омладински савјет Републике Српске, Вијеће младих Федерације Босне и Херцеговине и Савјет младих Брчко дистрикта Босне и Херцеговине су 19. маја 2021. у Добоју потписали Меморандум о сарадњи кроз заједничко деловање у сврху унапређења политика према младима у Босни и Херцеговини и јачања улоге младих са Институтом за развој младих КУЛТ. Учествовали су 9—11. јуна 2021. године на Регионалном састанку младих Западног Балкана у Будви. Тим чине председник Никола Стјепановић, генерални директор Живко Ћетојевић, председница управног одбора Драгана Спасић, потпредседник Милош Антуновић, чланови управног одбора Дијана Гашић, Александар Глигорић, Марко Перишић, Александар Бодирога, Дајана Николић, Огњен Вукојевић, 46 организација чланица и 212.913 младих по попису из 2013. године.

## Циљеви
Циљеви Омладинског савјета Републике Српске су:
1. Залагање за хармонично и ефикасно уређење и функционисање организације
2. Развој, реализација и промоција омладинске политике у Републици Српској
3. Заштита и промоција права младих
4. Унапређивање положаја младих у друштву, а нарочито активног учешћа младих у процесу доношења одлука
5. Залагање за израду и реализацију програма у областима запошљавања младих, стамбене политике за младе, образовање, култура и физичка култура, здравље и социјална политика за младе, информисање младих, равноправност полова, мобилност, омладински рад и организовање, борба против насиља и криминалитета, коришћење слободног времена младих и партиципација у друштву, заштита животне средине
6. Залагање за програме формалног и неформалног образовања, безбедности младих и волонтерске културе
7. Заступање младих са умањеним могућностима и особа са инвалидитетом, као и осталих маргинализованих група
8. Унапређивање системске бриге о младима, праћење рада државних институција и јавних политика од значаја за младе, јавно заговарање и заступање интереса младих у циљу побољшања квалитета живота младих у Републици Српској
9. Развијање личних активности, афирмисање рада као и афирмисање младих људи у друштву
10. Остваривање сарадње са младима и институцијама у другим земљама, размена искустава и примера добре праксе, умрежавање и сарадња на пројектима, као и пуноправно и придружено учлањивање у међународне омладинске асоцијације и организације
11. Заштита и очување интегритета Републике Српске
12. Организација и подршка хуманитарним активностима
13. Залагање за очување породице и здравих стилова живота
14. Развијање сопствене и подршка другим издавачким делатностима на остваривању програмских циљева
15. Заступање и представљање младих у постојећим ентитетским и државним органима управљања пред осталим међународним асоцијацијама